# Mauthbrücken
Mauthbrücken je naselje v Občini Stockenboi v Okraju Beljak-dežela na Koroškem v Avstriji.